# Christian Leyroutz
Christian Leyroutz (* 14. August 1970 in Klagenfurt) ist ein österreichischer Politiker (FPÖ). Er war von März 2013 bis April 2021 Abgeordneter zum Kärntner Landtag.

## Ausbildung und Beruf
Leyroutz absolvierte die Matura und leistete danach zwischen 1989 und 1990 den Präsenzdienst beim Österreichischen Bundesheer ab. Er verbrachte seinen Grundwehrdienst beim Jägerbataillon 26 in Spittal an der Drau, wobei er sich als Einjährig-Freiwilliger verpflichtete und als Leutnant ausgemustert wurde. Er studierte im Anschluss von 1990 bis 1995 Rechtswissenschaften an der Leopold-Franzens-Universität in Innsbruck und schloss sein Studium als Mag. Iuris ab. Seit dem Studium gehört er der Innsbrucker akademischen Burschenschaft Suevia an. Zudem absolvierte er von 1996 bis 1997 ein Studium an der Friedrich-Schiller-Universität in Jena, wo er den akademischen Grad Magister Legum (LL.M.) erwarb. Beruflich war er von 1996 bis 1997 als Rechtspraktikant am Landesgericht und Oberlandesgericht Innsbruck beschäftigt, danach arbeitete er von 1997 bis 1998 als Rechtsanwaltsanwärter bei Kochwalter in Klagenfurt. Danach wechselte er zwischen 1998 und 2001 als Rechtsanwaltsanwärter zur Kanzlei Aichinger, Bucher & Partner nach Villach. Nachdem er die Rechtsanwaltsprüfung im Februar 2000 im Gerichtssprengel des Oberlandesgerichtes Graz mit ausgezeichnetem Erfolg abgelegt hatte, wurde er am 12. November 2001 Rechtsanwalt in Klagenfurt. In dieser Funktion übernahm er unter anderem die Sachwalterschaft des Klagenfurter Originals Frau Wutte. Er ist zudem seit 2009 Prüfungskommissär der Rechtsanwaltskammer Kärnten.

## Politik
Leyroutz war zunächst stellvertretender Landesparteiobmann der FPÖ-Kärnten gewesen und übernahm nach dem Rücktritt von Landesparteiobmann Harald Jannach im Juni 2010 zunächst interimistisch dessen Geschäfte. Am 26. November 2011 wurde er schließlich als Landesparteiobmann bestätigt. Leyroutz wurde in der Folge im November 2011 auch Aufsichtsrat und Vorsitzender des Aufsichtsrates der Stadtwerke Klagenfurt AG sowie Aufsichtsrat und Vorsitzender des Aufsichtsrates der Energie Klagenfurt GmbH. Die unter ihm verstärkte Kooperation zwischen der FPÖ Kärnten und der FPK gipfelte schließlich in einer langsamen Verschmelzung der beiden Parteien. Leyroutz kandidierte in der Folge sowohl auf der Landesliste an wählbarer Stelle, als auch auf der Bezirksliste Klagenfurt für die FPK. Er wurde schließlich am  28. März 2013 als Abgeordneter zum Kärntner Landtag angelobt und übernahm das Amt des Klubobmanns.
Im April 2021 rückte für ihn Maximilian Linder als Abgeordneter in der 32. Gesetzgebungsperiode nach.

## Privates
Leyroutz lebt in zweiter Ehe und ist Vater von fünf Kindern. Er wohnt in Klagenfurt am Wörthersee.